# SPY/スパイ
『SPY/スパイ』（原題：Spy）は、2015年に公開されたポール・フェイグ監督によるアメリカ合衆国のアクションコメディ映画。メリッサ・マッカーシー主演。

## 概要
この映画にはメリッサ・マッカーシー、ジェイソン・ステイサム、ローズ・バーン、ミランダ・ハート、ボビー・カナヴェイル、アリソン・ジャニーとジュード・ロウが出演している。この映画はCIAの内勤分析官、スーザン・クーパー（演：マッカーシー）がスーツケース型核爆弾の闇取引を阻止しようと現場のエージェントになる姿を描いている。配給は20世紀フォックス、製作にフェイグコ・エンターテインメントとチャーニン・エンターテインメントが務め、アメリカ合衆国で2015年6月5日に公開された。公開にあたり、作品は批評家から賞賛され、2億3,500万ドル以上の収益を生んだ。作品は71の国と地域でアメリカと同時期に公開され、台湾、大韓民国、フィリピンといった日本近隣国でも公開されているにもかかわらず、日本では劇場公開されずビデオスルーとなった。

## ストーリー
CIAの内勤分析官スーザン・クーパー（演：メリッサ・マッカーシー）はワシントンD.C.エリアにあるCIAオフィスからヴァルナで任務を遂行する彼女のパートナーエージェントのブラッドリー・ファイン（演：ジュード・ロウ）をサポートしていた。ミッション中、ファインはスーツケース型核爆弾の隠し場所を唯一知るティホミル・ボヤノフを誤って撃ち殺してしまう。
CIAはボヤノフの娘レイナ（演：ローズ・バーン）が彼女の父親の爆弾の隠し場所を知っているかもしれないとにらみ、ファインに彼女の家へと潜入させる。しかしスーザンがオンラインで見ている中、ファインはレイナに射殺されてしまった。射殺する直前、レイナはファインとリック・フォード（演：ジェイソン・ステイサム）を含むCIAのトップエージェントの身元を知っていると発言。そこでレイナに身元がバレていないスーザンが現場エージェントになると申し出、彼女の上司エレイン・クロッカー（演：アリソン・ジャネイ）はそれを許可した。スーザンに任務が与えられたことに嫌気がさしたフォードはCIAを去る。
スーザンはセルジオ・デ・ルーカ（演：ボビー・カナヴェイル）を監視するためパリへ送られる。 同じ頃、フォードもデ・ルーカを追ってパリに来ていた。スーザンはデ・ルーカに雇われた暗殺者ニコラ（演：ジュリアン・ミラー）と連絡係（演：ナルヒス・ファクフリ）が、フォードのリュックを爆弾が入ったものに取り替えるのを目撃する。スーザンはフォードに警告し、暗殺者ニコラを追い詰めるものの、戦っている間に誤って殺してしまう。スーザンがニコラの遺留品であるデジタルカメラのデータを確認すると、隠し撮りと思われるフォードの写真が多数出て来た。確認中、ニコラのもろ出し自撮り画像がスパイ本部のモニターにでかでかと表示されてしまうが、動画にはデ・ルーカの姿があった。
スーザンはデ・ルーカを追ってローマへ行き、そこで呑気なイタリア人連絡係のアルド（演：ピーター・セラフィノウィッチ）と落ち合う。スーザンはカジノでレイナと会い、彼女の暗殺を阻止することによって信頼を得る。レイナのプライベートジェットでブダペストへ向かう途中、キャビンアテンダントがレイナを殺すためボディーガードとパイロットを殺すが、スーザンが彼を制圧し飛行機をブダペストで着陸させた。レイナはスーザンがCIAのスパイだとにらむが、スーザンはレイナに父親が雇ったボディーガードであると信じ込ませる。
ブダペストには、クロッカーに援護として派遣されたスーザンの親友ナンシー（演：ミランダ・ハート）が居た。通りで銃撃を受けた後、スーザンはナンシーにレイナを保護しろと頼み、銃撃犯の車を追う。銃撃犯はCIAの二重スパイ、カレン・ウォーカー（演：モリーナ・バッカリン）であり、彼女はレイナにエージェントの名前を売った張本人だった。彼女がスーザンを撃とうとした時、ウォーカーは謎のスナイパーによって射殺される。
その日の夜、スーザンとナンシー、アルドは核爆弾の買い手と会うため、レイナに同行する。連絡係はデ・ルーカの仲間のリア（演：ナルヒス・ファクフリ）であった。ナンシーはスーザンがプロの殺し屋であるリアと戦えるように、会場の注意を引く。その時ファインが現れリアを殺し、レイナと恋仲になるために自分の死を偽造したことが明らかになる。
スーザンが捕まった後、ファインは死を偽装した本当の理由を明かす。レイナの信頼を得ないとわからない、核爆弾のありかを知るためだと語った。スーザンは逃走し、デ・ルーカの豪邸でCIAの二重スパイと偽り、レイナ、ファインと手を組む。
チェチェン人テロリストのソルサ・ドゥディエフ（演：リチャード・ブレイク）と彼の取り巻きがスーツケース一杯のダイアモンドと交換に、核爆弾を買いにやってきた。レイナは核爆弾のありかを明かす。しかし爆弾を手にしたデ・ルーカが、ドゥディエフが安全にアメリカ合衆国に密輸できるのか疑問に思い、彼と取り巻きを殺し、ダイアモンドをも奪う。デ・ルーカはニューヨーク市に1週間以内に密輸できる誰かに爆弾を売るつもりだった。デ・ルーカがレイナを殺そうとすると、フォードが登場し注意をそらさせたため、またスーザンがレイナの命を救うこととなる。
デ・ルーカは核爆弾とダイアモンドを持って、自分のヘリコプターへと逃走する。スーザンとフォードはヘリの着地ギアへしがみつくが、フォードは手を滑らせ湖へ落ち、スーザンはヘリでデ・ルーカと一騎討ちになる。助手席にあった爆弾を湖へ投下したスーザンは銃を突き付けられるが、別のヘリでアルドと応援に駆けつけたナンシーがデ・ルーカを狙撃し、核爆弾は現場へ駆けつけたクロッカーが取り戻した。
レイナは逮捕されたものの、スーザンとの間には友情が芽生えたようだ。アルドはスーザンに、本名はアルバートでMI6のエージェントであると明かす。スーザンをディナーとデートに誘い、スーザンは誘いを受けた。スーザンは同じようにファインから誘いを受けるが、ナンシーとガールズナイトに出かけるからと断る。
翌朝スーザンがベッドで目を開けると、隣にはフォードが居た。スーザンは空のシャンパンボトルとフォードと寝たことに気付き、悲鳴をあげる。

### エンドクレジット
エージェントとなったスーザンの活躍などが紹介される。
「囚われのヒロイン」作戦（Operation Heroine in Distress）
任務内容 - 国際的な麻薬密輸組織への潜入
場所：プラハ
身分：フランシス・メイス、オーストラリア人、失業中の電話勧誘営業、エージェントコード39674
スパイ道具：口紅型火炎放射器
「大きなたらい」作戦（Operation Big Wash Tub）
任務内容 - ロシア原子力潜水艦の盗聴
場所：北大西洋
身分：ジャクリーン・コスタウ、フランス人、海底火山学者、エージェントコード39674
スパイ道具：シュノーケル型ダート銃
備品：サメ除け
「ホワイトアウト」作戦（Operation White Out）
任務内容 - 国際的な武器密輸団への潜入
場所：エベレスト、ネパールのカトマンズ
身分：ケンツィー・ラクパ、ネパール人、シェルパ、エージェントコード39674
スパイ道具：携帯カイロ型爆弾（ブランド名：ケリーのとても暖かカイロ/Kelly's Very Warm Hands）
目的地：17500フィートにあるベースキャンプ
「しおれたメイプル」作戦（Operation Wilted Maple）
任務内容 - カナダ首相の暗殺阻止
場所：カナダ
身分：ドロシー・ウィザースプーン、カナダ人、睡眠指導専門家、エージェントコード39674
スパイ道具：ネックピロー型首絞め用具
備品：カナダ英語辞書（注意：CKsはしばしば理由なくQUEsに置き換わっています）
「クリーン・ジャーク」作戦（Operation Clean Jerk）
任務内容 - カモッラに囚われたエージェントであるリック・フォードの救出
場所：イタリアのナポリ
身分：サーシャ・バシアーレ、イタリア人、ウェイトリフティングのコーチ、エージェントコード41413
スパイ道具：毒性プロテインパウダー（注意、以下の副作用を含む：死、昏睡状態、植物状態、勃起不全）
「トップシークレット」
レイナ・ボヤノフのデート記録（黒塗り済み）

## キャスト
※括弧内は日本語吹替
- スーザン・クーパー - メリッサ・マッカーシー（堀越真己）
- リック・フォード - ジェイソン・ステイサム（山路和弘）
- レイナ・ボヤノフ - ローズ・バーン（渡辺美佐）
- ブラッドリー・ファイン - ジュード・ロウ（森川智之）
- ナンシー・B・アーティングストール - ミランダ・ハート（英語版）（田中敦子）
- セルジオ・デ・ルーカ - ボビー・カナヴェイル（江原正士）
- エレイン・クロッカー - アリソン・ジャネイ（小宮和枝）
- アルド - ピーター・セラフィノーウィッチュ（英語版）（高宮俊介）
- カレン・ウォーカー - モリーナ・バッカリン（加藤有生子）
- ソルサ・ドゥディエフ - リチャード・ブレイク（有本欽隆）
- リア - ナルヒス・ファクフリ（英語版）（甲斐田裕子）
- ティホミル・ボヤノフ - ラード・ラウィ（勝部演之）
- アントン - ビョルン・グスタフソン（英語版）（一戸康太朗）
- 本人役 - 50セント（伊藤健太郎）
- 本人役 - ヴェールカ・セルヂューチュカ（伊藤健太郎）
- ティモシー・クレス - ウィル・ユン・リー（伊藤健太郎）
- マシュー・ライト - カルロス・ポンセ（英語版）（高宮俊介）
- パトリック - マイケル・マクドナルド（英語版）（岩城泰司）
- フレデリック - ミッチ・シルパ（英語版）（半田裕典）
- バーテンダーのアラン - スティーヴ・バンノス（英語版）
- シャロン - ジェシカ・チャフィン（山口協佳）
- キャサリン - ケイティ・ディポルド（英語版）（入江純）
- ジョン - サム・リチャードソン（英語版）
- 紫のネクタイをした男 - ザック・ウッズ（新城健）
- アメリカ人旅行者 - ベン・ファルコーン（岩城泰司）
- カジノのホステス - ジェイミー・デンボ（英語版）（幕田有里）
- ローマのウェイター - ユーリ・バジー（英語版）（大橋達哉）
- パリのホテルで泥酔している客 - ポール・フェイグ

## スタッフ
- 監督・脚本 - ポール・フェイグ
- 製作 - ポール・フェイグ、ジェシー・ヘンダーソン、ピーター・チャーニン、ジェンノ・トッピング
- 製作総指揮 - ジョン・J・ケリー、マイク・ラロッカ
- 撮影監督 - ロバート・D・イェーマン
- プロダクションデザイナー - ジェファーソン・セイジ
- 編集 - ブレント・ホワイト（英語版）、メリッサ・ブレターソン
- 衣裳デザイン - クリスティン・ビーセリン・クラーク
- 音楽 - セオドア・シャピロ

日本語版スタッフ
- 字幕翻訳 - 半田典子
- 吹替演出 - 中野洋志
- 吹替翻訳 - 徐賀世子
- 吹替制作 - ACクリエイト

## 制作

### デベロップメント
2013年6月18日、ポール・フェイグが20世紀フォックスのため『スーザン・クーパー』という女性スパイコメディ映画の脚本と監督を務めると発表された。ピーター・チャーニンとジェンノ・トッピングもチャーニン・エンターテインメントの名目のもと制作に関わった。2013年11月12日、フォックスは公開日を2015年5月22日だと発表した。2014年3月28日、作品のタイトルが『スパイ』へと変更された。

### キャスティング
2013年7月25日、メリッサ・マッカーシーがコミカルなジェームズ・ボンドの女性版の主役スーザン・クーパーの出演交渉に入っていると確認された。10月17日、ローズ・バーンも出演陣に加わった。10月21日、ジェイソン・ステイサムがフェイグと出演について話し合っていると報じられ、2014年2月26日に加わった。2014年3月6日、俳優ジュード・ロウが出演について最終交渉に入っていると報じられた。3月12日、国際的に知られた女優ナルヒス・ファクフリが彼女のハリウッドデビュー作となる、シークレットエージェント役で出演することが明らかになった。3月28日、ミランダ・ハートも出演が決まり、ボビー・カナヴェイルとニア・ロングが最終交渉だと報じられたがロングは完成版では登場していない。4月1日、50セントが本人役で出演が決まった。4月24日、フェイグはファクフリの役とさらに2人の俳優： ピーター・セラフィノウィッチとブジョーン・グスタフッソンの出演を認めた。4月30日、モリーナ・バッカリンとアリソン・ジャネイの2人とも出演陣に加わった。バッカリンはCIAのトップスパイを演じ、ジャニーはCIAのスーザンの上司、エレイン・クロッカーを演じた。5月2日、ザック・ウッズが出演陣に加わった。5月29日、ジェシカ・チャフィンも加わった。

### 撮影
主な撮影は2014年3月31日に、ハンガリーのブダペストで始まった。5月27日には、ブダペストでの撮影がほぼ完了していた。 税金対策として、建物やロケーションをパリといった他の舞台として使用できるため、主な撮影はブダペストで行われた。

## 公開
作品はもともと20世紀フォックス配給で2015年5月22日に公開される予定だった。2015年3月に、『B.O.O.: Bureau of Otherworldly Operations』と『ペーパータウン』の公開予定日であった2015年6月5日に変更され、この2作品は7月へ変更された。作品の公式な公開の前に、ポール・フェイグは『SPY/スパイ』は10回ほど、観客の笑い声を録音した試写会を行った。彼は心を込めジャド・アパトー（フェイグ監督作『ブライズメイズ 史上最悪のウェディングプラン』で制作を担当した）と行い、このコメディ映画にとっての有益性について「気難しくなってしまう映画を作るなら、全く役に立たない。デヴィッド・リンチの映画を作るなら、この作業は全く役に立たない」とコメントしている。
作品は71の国と地域でアメリカと同時期に公開され、台湾、大韓民国、フィリピンなどアジア諸国で公開されたが、日本では劇場公開されずビデオスルーとなった。

## 評価

### 興行収入
2015年8月2日現在、『SPY/スパイ』は予算6,500万ドルにもかかわらず、興行収入は北米で10,880万ドルと他の地域で12,360万、全世界では23,240万ドルという成功を収めた。
北米で、木曜日の夜に行われた先行上映で150万ドルの収入を記録し、公開初日には3,711劇場でおよそ1,030万ドルの収入をあげ、興行収入で『インシディアス：第3章』に続いて第2位の成績をあげた。公開最初の週末の興行収入に2,900万ドルで1位を記録した。
北米以外で、『SPY/スパイ』は2015年5月22日に10の外国市場で公開され、公開週末に1,810劇場で1,270万ドル収入をあげ、興行収入で第4位であった（『マッドマックス 怒りのデス・ロード』、『トゥモローランド』と『ピッチ・パーフェクト2』の次す）。イギリス、アイルランドとマルタでは、390万ドルだった。作品は大韓民国（480万ドル）、ロシア（310万ドル）、オーストラリア（290万ドル）、メキシコ（160万ドル）と台湾（130万ドル）で好成績をあげた。

### 評論家の反応
『SPY/スパイ』は好意的な評価を受けており、マッカーシーとバーンの演技とステイサムの意外なコメディの演技が賞賛されている。レビューサイトのRotten Tomatoesは197のレビューで95%好意的な評価を得て平均 7.3/10 を記録している。サイトの意見として「『SPY/スパイ』はメリッサ・マッカーシーと監督/脚本のポール・フェイグのコンビは最高で、腹の底から笑えた」と評している。通常のレイティングを行うMetacriticでは40のレビューで100点中75点を得て、『比較的好意的』であった。CinemaScoreの投票で、作品は A+ から F の範囲で平均 B+ であった。
『Huffington Post』の映画レビューはマッカーシーの演技を評しているが、作品については「デブのジョークが多すぎで、多くのシーンでスーザンの体重や体型が指摘されている」と批判的な意見をあげている。

### 賞
作品と主演のメリッサ・マッカーシーがゴールデングローブ賞にノミネートされた。
| 賞                             | 部門                                       | 対象・俳優             | 結果       | 出典   |
| ------------------------------ | ------------------------------------------ | ---------------------- | ---------- | ------ |
| 第73回ゴールデングローブ賞     | 最優秀作品賞（コメディ・ミュージカル部門） | 作品                   | ノミネート | [ 38 ] |
| 第73回ゴールデングローブ賞     | 最優秀主演女優賞（コメディ／ミュージカル） | メリッサ・マッカーシー | ノミネート | [ 38 ] |
| ピープルズ・チョイス・アワード | コメデイ映画 女優賞                        | メリッサ・マッカーシー | 受賞       | [ 39 ] |
| ティーン・チョイス・アワード   | 夏のコメディ映画                           | 作品                   | ノミネート | [ 40 ] |
| ティーン・チョイス・アワード   | 夏の映画スター: 女性                       | メリッサ・マッカーシー | ノミネート | [ 40 ] |
| ティーン・チョイス・アワード   | 映画: キレやすい人                         | メリッサ・マッカーシー | ノミネート | [ 40 ] |
| ティーン・チョイス・アワード   | 夏の映画: 悪役                             | ローズ・バーン         | ノミネート | [ 40 ] |

## 外部サイト
- 公式ウェブサイト
- SPY/スパイ - allcinema
- SPY スパイ - KINENOTE
- Spy - オールムービー（英語）
- Spy - IMDb（英語）
- Spy - Box Office Mojo（英語）
- Spy - Rotten Tomatoes（英語）
- Spy - Metacritic（英語）
- Official Trailer